# Famille de Brummer de Tammik
Pour les articles homonymes, voir Famille von Brummer et Famille de Brummer de Seyershof.
La famille de Brummer de Tammik (en allemand :von Brummer aus dem Hause Tammik) est une famille subsistance ayant appartenu depuis le XVIe siècle à la noblesse suédoise, russe puis germanique.

## Histoire
Originaire de la confédération livonienne, l'ancêtre de cette famille, dite "Brummer de Tammik" (en allemand : Brummer aus dem Hause Tammik) est Wolmar Brummer, vassal de l'Ordre de Livonie mentionné en 1529 comme gagiste du domaine et manoir de Zög Rocht dans la province de Wierland. Son fils, Wolmar  II († 1581), marié à Magdalena Taube, entre en possession du domaine et manoir de Tammik qui restera le fief principal de la famille jusqu'en 1726. Son fils Hans I. von Brummer (1581-1641), époux de Maye von Fersen, est à l'origine des lignées baltes, suédoise, russe et finlandaise. Une branche est enregistrée au sein de la maison de la noblesse de Suède en 1723, une autre branche en 1731, ainsi qu'au sein de la noblesse de la chevalerie estonienne en 1745 et de la chevalerie de Livonie sous le nom von Bruemmer (Brümmer). La branche finlandaise, enregistré en 1818 au sein de la Maison finlandaise des Chevaliers, s'éteint en 1884. La plus ancienne branche, celle de Suède, s'éteint en 1859 sous le nom de Brümmer. La deuxième lignée, celle de Livonie (XVIIe siècle), continue de prospérer. Les troisième (Illick) et quatrième (Tammik) lignées sont restées en Estonie, avec des membres en Suède, peut-être en Finlande et en Russie. Des membres de cette famille sont également présents au Brésil.

## Personnalités
- Magnus Johann von Brummer auf Illick, colonel suédois sous Karl XII (1682–1718).
- Otto Johan von Brummer († 1713), commandant de cavalerie.
- Hans Henrik von Brummer  († 1705), capitaine de dragon, héritier de Tammick et Illick.
- Johan Magnus von Brummer (1683-1735), colonel et commandant de Varberg (1730).
- Carl Magnus von Brummer (1716-1784), lieutenant-colonel suédois.
- Johan Didrik von Brummer (1763-1809), capitaine russe. Père du suivant.
- Johan Carl Vilhelm von Brummer  (1801-1855), colonel russe de cavalerie (1851), récipiendaire de la Virtuti Militari (1831). Dernier de la branche finlandaise.
- Frederik von Brummer (1806-1891), capitaine d'artillerie, membre de la première chambre du Riksdag.
- Johan Magnus Reinhold von Brummer (1844-1901), chambellan de la cour (1892).
- Fredrik Otto von Brummer (1836°), conseiller général puis maire de Falköping, banquier.

## Pour approfondir